# Pablo Iglesias Turrión

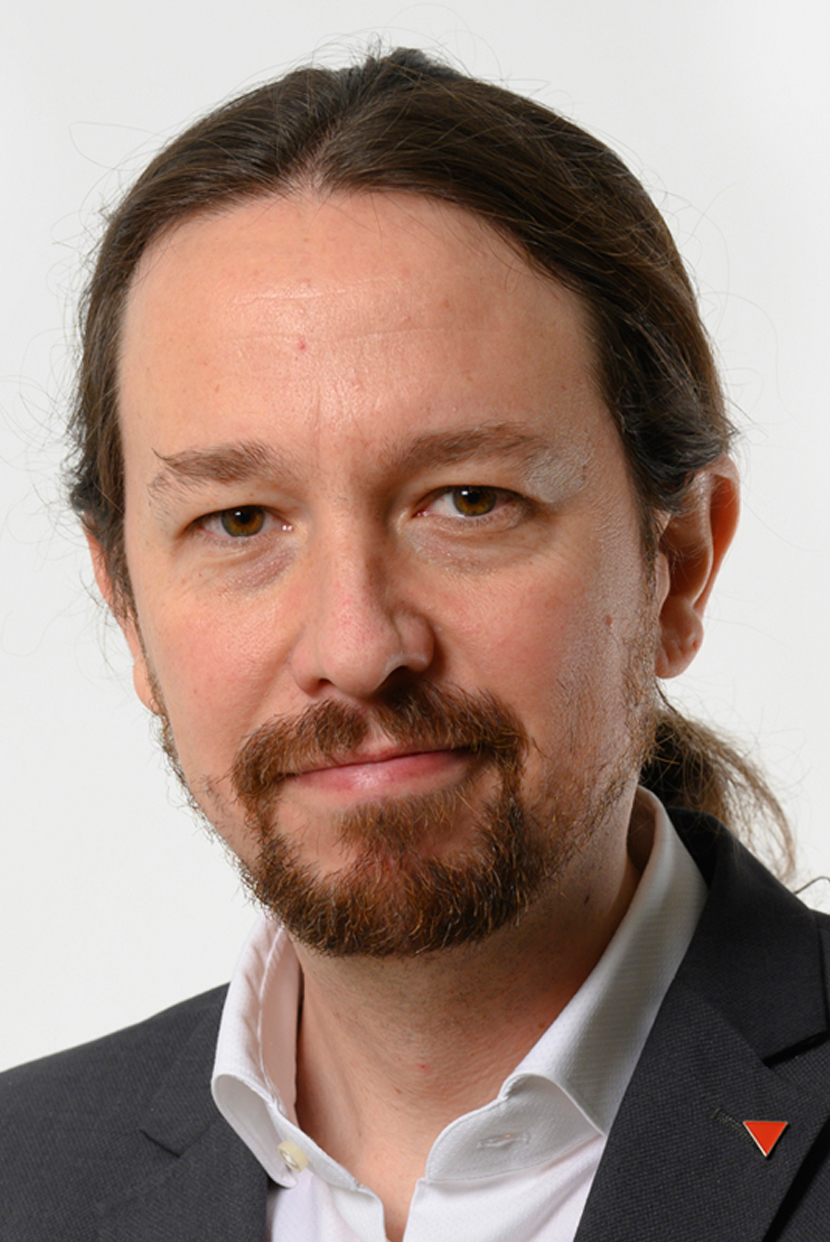
Pablo Iglesias Turrión, 2020

Pablo Manuel Iglesias Turrión (* 17. Oktober 1978 in Madrid) ist ein spanischer Politologe und ehemaliger linkssozialdemokratischer Politiker der Linkspartei Podemos. Als Aktivist der sozialen Protestbewegung Movimiento 15-M (Bewegung 15. Mai) von 2011/12 avancierte er zum Generalsekretär der im Frühjahr 2014 gegründeten Partei Podemos („Wir können es“) Bei den spanischen Parlamentswahlen 2019 wurde Podemos in einem Wahlbündnis mit dem kommunistisch dominierten Parteienbündnis Izquierda Unida unter dem Namen Unidas Podemos viertstärkste Fraktion und bildete eine Regierungskoalition mit der gemäßigt sozialdemokratischen PSOE. Iglesias war von Januar 2020 bis März 2021 einer der vier Vize-Ministerpräsidenten sowie Minister für die Agenda 2030 und Soziale Rechte der spanischen Regierung. Seitdem arbeitet er als Publizist und Journalist bei Canal RED und Diario Red.

## Leben

### Familiärer Hintergrund und Jugend
Pablo Iglesias wurde als Sohn von Javier Iglesias Peláez, einem Gewerbeinspektor für arbeitsrechtliche und Sozialversicherungsfragen, der während der Franco-Diktatur verhaftet wurde, und von María Luisa Turrión Santamaría, einer im Bereich des Arbeitsrechts tätigen Rechtsanwältin (sie ist Anwältin des spanischen Gewerkschaftsverbands Comisiones Obreras), geboren. Seine Mutter war die erste in ihrer Familie, die eine Universität besuchen konnte. Iglesias ist das einzige Kind seiner Eltern. Sein Großvater, Manuel Iglesias, war Sozialist und in der Zweiten Republik Kommandeur in der republikanischen Armee. Er wurde infolge des spanischen Bürgerkriegs zum Tode verurteilt und nach einer Strafumwandlung für fünf Jahre inhaftiert. Sein Großonkel mütterlicherseits wurde hingerichtet.
Beide Eltern waren während der Franco-Diktatur im Untergrund als politische Aktivisten der Frente Revolucionario Antifascista y Patriota organisiert. Pablo Iglesias wurde nach dem Gründer der spanischen Sozialistischen Partei Partido Socialista Obrero Español (PSOE) und der sozialdemokratisch ausgerichteten Gewerkschaft Unión General de Trabajadores (UGT), Pablo Iglesias Posse (1850–1925), benannt, der einen Tag später seinen Geburtstag hatte. Iglesias verbrachte die ersten Jahre seines Lebens in Vallecas, einem Madrider Arbeiterviertel. In der Gemeinde Moratalaz besuchte er das Instituto de Educación Secundaria Juana de Castilla, wo er die Hochschulreife erreichte. Sein erster Studiengang an der Universität Complutense in Madrid war Jura.
Iglesias ist mit der Podemos-Politikerin Irene Montero verheiratet, hat drei Kinder mit ihr und wohnt in Madrid.

### Akademische Laufbahn
Pablo Iglesias studierte zunächst Rechtswissenschaften (Abschluss: lic. iur. 2001) und dann Politikwissenschaften (Abschluss:lic. rer. publ. 2004) an der Universidad Complutense de Madrid. Er promovierte, ebenfalls an der Complutense, mit einer Doktorarbeit über die neuen Formen des „Ungehorsams“ in einer global agierenden Zivilgesellschaft. Im Jahre 2008 wurde er an seiner Heimatuniversität zum Doktor der Politik- und Verwaltungswissenschaften promoviert. Für seine Dissertation über Neue Formen des Ungehorsams in einer global agierenden Zivilgesellschaft, im Rahmen welcher er politische Bewegungen in Spanien und Italien im Zeitraum von 2000 bis 2005 untersuchte, erhielt er einen Fakultätspreis für besondere Leistungen.
Im Anschluss an seine Promotion absolvierte er an der Universidad Carlos III in Madrid ein geisteswissenschaftliches Masterstudium mit Schwerpunkt Kulturwissenschaften sowie ein weiteres Masterstudium an der maltesisch-schweizerischen European Graduate School in der in Kommunikationswissenschaften mit Schwerpunkten in Philosophie sowie Film- und Psychoanalyse.
Von 2008 bis 2014 lehrte er an der Universidad Complutense als Gastdozent (profesor interino) im Lehrgebiet Politikwissenschaften.

### Politische Aktivitäten
Er war bereits sehr früh politisch organisiert und zwar stets in Bewegungen oder Organisationen mit linker Orientierung. Von 1994 bis 1999 war er Mitglied im Kommunistischen Jugendverband Spaniens (die Unión de Juventudes Comunistas de España). Im Jahr 2001 nahm er an der Bewegung der Globalisierungskritiker teil. Aus dieser Zeit stammte auch eine Bewunderung für die Politik von Hugo Chávez in Venezuela.
Eine Zeit lang arbeitete Pablo Iglesias auch als Berater für die venezolanische und bolivianische Regierung.

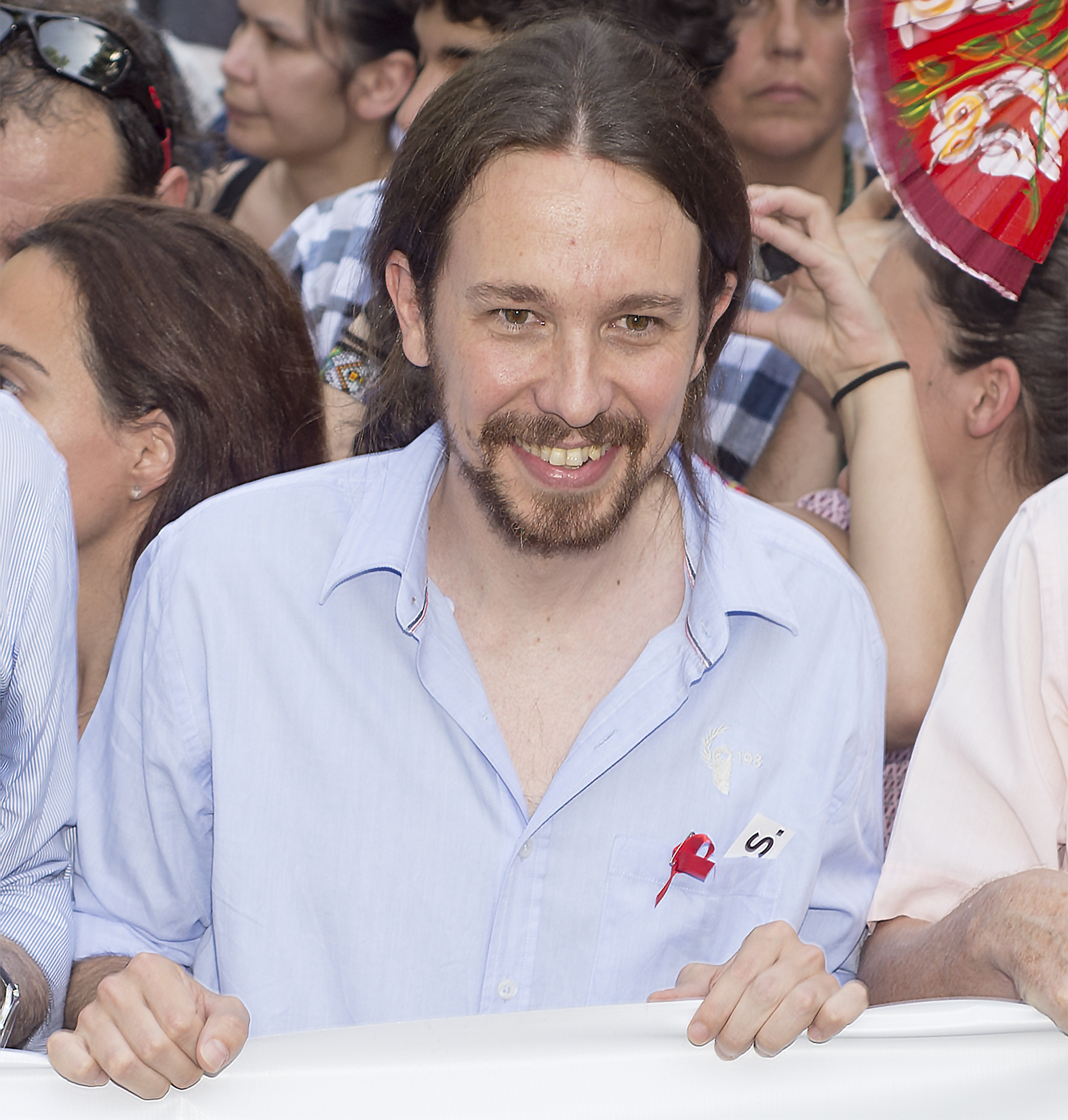
Pablo Iglesias Turrión im Jahr 2015

Später war er im Rahmen der Proteste in Spanien 2011/2012 sehr aktiv. Gemeinsam mit anderen Professoren und Dozenten seiner Fakultät wie Juan Carlos Monedero, Carolina Bescansa und Ariel Jerez initiierte er alternative Medienprojekte wie das Programm „La Tuerka“ („Die Schraubenmutter“), das bald über das Internet verbreitet wurde und beim Publikum beträchtlichen Zuspruch gewann. Iglesias wurde wegen seiner Medienkompetenz (er ist ein talentierter Vermittler, der in den sozialen Netzen sehr bald beträchtlich mehr Anhänger als viele gestandene spanische Politiker gewann) sowohl gelobt als auch kritisiert.
Innerhalb der Podemos wurde seine führende Rolle 2014 erneut bestätigt, nachdem die von ihm angeführte Liste mit 86,8 % der Stimmen die offenen Wahlen zu einem Team gewann, das den Auftrag hatte, für Herbst 2014 eine konstituierende Versammlung der neu gegründeten Partei zu organisieren. Dabei wurde allerdings kritisiert, dass die Fristen zu kurz waren, um weitere Kandidaturen aufstellen zu können; nur ein weiteres Team konkurrierte. Direkt nach seinem Wahlerfolg erklärte Iglesias, seine Bewegung wolle sich künftig „nicht auf eine Zuschauerrolle beschränken“, sondern „das politische System in Spanien ändern, das die Banken rettet und den Rest der Gesellschaft sich selbst überlässt“.
Pablo Iglesias wurde schließlich für die Kandidatur der Podemos zum Europaabgeordneten gewählt. Am 25. Juni 2014 wählte die Konföderale Fraktion der Vereinten Europäischen Linken, der Podemos beigetreten war, ihn als ihren Kandidaten für den Vorsitz des Europäischen Parlaments.
Bei den Parlamentswahlen am 20. Dezember 2015 war Iglesias erneut Spitzenkandidat seiner Partei, die mit 20,7 % und 69 Mandaten wiederum auf Anhieb zur drittstärksten Fraktion der Abgeordnetenkammer des spanischen Parlaments wurde. Podemos lehnte jeglichen Pakt mit der sozialdemokratisch geprägten PSOE ab; deshalb fanden am 26. Juni 2016 Neuwahlen statt. Podemos wurde mit 21,1 % erneut drittstärkste Fraktion im Abgeordnetenhaus, verfehlte aber ihr selbstgestecktes Ziel, mehr Stimmen als die PSOE zu bekommen.
Die Journalisten Antonio García Ferreras und Eduardo Inda berichteten vor der Wahl 2016, dass Pablo Iglesias laut Hinweisen heimliche Zahlungen der venezolanischen Regierung in der Steueroase Grenadinen erhalte habe. Die Dokumente der Polizei über diesen Skandal erwiesen sich später als Fälschung. 2022 gab es ein Leak der Aufnahmen des damaligen spanischen Polizeikommissars José Manuel Villarejo, der sich mit Ferrera traf. Dort zeigte sich, dass der Journalist Ferreras sich dessen bewusst war, dass diese Meldung höchstwahrscheinlich eine Fälschung sei. Er berichtete es jedoch trotzdem. Ferrarra bestätigte in seiner Fernsehsendung das Treffen und sagte, es habe eine Kampagne gegen Podemos gegeben. Er verteidigte sich damit, dass er die Meldung nicht als feststehenden Fakt berichtet habe.
Im März 2018 wurde in Klatschspalten bekannt, dass Iglesias mit Irene Montero, Podemos-Sprecherin im Unterhaus des Parlaments, liiert ist und dass sie im Oktober Zwillinge bekommen werden. Im Mai 2018 berichtete die Presse, das Paar werde eine „luxuriöse“ Villa mit Hilfe eines Kredits für rund 600.000 Euro kaufen; Iglesias wurde deswegen vorgeworfen die Glaubwürdigkeit der Partei zu untergraben. 2012 hatte er dem Wirtschaftsminister vorgeworfen, für 600.000 Euro ein „Luxusanwesen“ erworben zu haben. Iglesias äußerte, ihr Kauf sei ein anderer Fall, da die Familie ein Haus zum darin Leben gekauft hat, statt zur Spekulation. Iglesias geriet auch innerparteilich in die Kritik. Er und seine Lebensgefährtin stellten daraufhin ihre Ämter zur Verfügung. Dennoch gaben in einer Mitgliederbefragung eine Mehrheit der an der Umfrage teilnehmenden Parteimitglieder dem Paar mit knapp über 68 % ihr Vertrauen. Von den rund 500.000 Parteimitgliedern gaben rund 190.000 ihre Stimme ab.
Im Juni 2018 bezeichnete Iglesias in einem Interview Israel als „kriminelles“ und „illegales Land“, gegen das man stärker vorgehen müsse.
In den Spanischen Parlamentswahlen am 28. April 2019 und November 2019 wurde Podemos in einem Wahlbündnis mit dem kommunistisch dominierten Parteienbündnis Izquierda Unida unter dem Namen Unidas Podemos nur noch viertstärkste Fraktion; trotzdem benötigte die PSOE die Unterstützung von Podemos. Ende 2019 einigten sich PSOE und Podemos auf eine Regierungskoalition unter Duldung verschiedener Kleinparteien. Iglesias war seit Januar 2020 einer von vier stellvertretenden Ministerpräsidenten und Minister für die Agenda 2030 und Soziale Rechte im Kabinett der Minderheitsregierung von Pedro Sánchez. Im März 2021 trat er überraschend von seinem Amt als Vizeregierungschef des Landes zurück, um im Mai 2021 bei der Regionalwahl in Madrid zu kandidieren.
Als Iglesias’ Partei bei dieser Wahl lediglich 7,2 % der Stimmen erhielt, kündigte Iglesias seinen Rückzug aus der Politik an. Der Rückzug aus der Politik war auch dem Umstand geschuldet, dass (später verurteilte) rechte Aktivisten die Villa der Familie geradezu belagerten und in deren Privatsphäre eindrangen.
Pablo Iglesias unterhält mit anderen jungen Medienleuten ein neues Medienprojekt: Die Basis („la Base“), ein Podcast auf youtube.

## Canal Red

Logo Canal Red

Im November 2022 kehrte Pablo Iglesias in seine alte Rolle als Publizist zurück und kündigte über soziale Netzwerke den Start eines neuen Internet-Fernsehkanals namens Canal Red an, für den er eine Crowdfunding-Kampagne startete. Innerhalb weniger Stunden erreichte die Kampagne ihr Ziel, mehr als 100.000 Euro in vier Stunden und fast 200.000 in den ersten vierundzwanzig einzusammeln.
Im Werbevideo der Spendenaktion begleiteten Pablo Iglesias der Philologe Manu Levin, die Journalistin Inna Afinogenova, die Mathematikerin Sara Serrano und der junge Akademiker und Journalist von Furor TV, Sergio Gregori, der El tablero präsentierte, eines der Starprogramme von Canal Red.
Der Sender begann am 6. März 2023 mit der Ausstrahlung auf seinem YouTube-Kanal und später auf der Madrider DTT-Plattform. Neben seinem Posten als Direktor des Senders präsentiert Iglesias auch die Programme La Base und Noticias Básicas, eine Nachrichtensendung von Montag bis Freitag. Ebenso ist er Teil der Redaktion von Diario Red. Das Projekt, das mit dem Crowdfunding der Spender finanziert wird, wurde unter dem Schutz des Unternehmers Jaume Roures und mit Unterstützung der Produktionsfirma Furor Producciones geboren.
Der Sender begann mit anderen Programmen zu wachsen. Heute gehört auch die Internet-Zeitung Diario Red zu der Gruppe.

## Werke
- Pablo Iglesias Turrión, Jesús Espandín (Hrsg.): Bolivia en Movimiento. Acción colectiva y poder político. El Viejo Topo, Madrid 2007, ISBN 978-84-96831-25-4, S. 376.
- Pablo Iglesias Turrión: Multitud y acción colectiva postnacional. Complutense de Madrid, Servicio de Publicaciones, Madrid 2009, ISBN 978-84-692-1016-1, S. 574.
- Pablo Iglesias Turrión: Desobedientes. Popular, Madrid 2009, ISBN 978-84-7884-498-2, S. 249.
- Pablo Iglesias Turrión, Juan Carlos Monedero: ¡Que no nos representan!: El debate sobre el sistema electoral español. Popular, Madrid 2011, ISBN 978-84-7884-515-6, S. 127.
- Pablo Iglesias Turrión (Hrsg.): Cuando las películas votan. Lecciones de ciencias sociales a través del cine. Catarata, Madrid 2013, ISBN 978-84-8319-831-5, S. 255.
- Pablo Iglesias Turrión: Maquiavelo frente a la gran pantalla. Cine y política. Akal, Madrid 2013, ISBN 978-84-460-3876-4, S. 158.
- Pablo Iglesias Turrión, Ricardo Romero Laullón: Conversación entre Pablo Iglesias y Nega LCDM. ¡Abajo el régimen! (= Más Madera). Icaria, Madrid 2013, ISBN 978-84-9888-543-9, S. 120.
- Pablo Iglesias Turrión; Übersetzt von Raul Zelik: Podemos! Wind des Wandels aus Spanien. Rotpunktverlag, Zürich 2015, ISBN 978-3-85869-666-3, S. 192.
- Pablo Iglesias Turrión, Javier Pérez Royo: Crisis constitutional e impulso constituyente. Fundación Instituto 25 de Mayo para la Democracia, Madrid 2018, ISBN 978-84-09-00366-2, S. 80.
- Pablo Iglesias Turrión, Enric Juliana: Nudo España. Arpa Editores, Barcelona 2018, ISBN 978-84-16601-82-0, S. 448.
- Pablo Iglesias Turrión: Verdades a la cara. Recuerdos de los años salvajes. Navona Editorial, Barcelona 2022, ISBN 978-84-19179-15-9, S. 320.